# Минкевич, Иван Алексеевич
Иван Алексеевич Минкевич (1896—1968) — советский агроном, доктор сельскохозяйственных наук (1942), профессор (1946), лауреат Сталинской премии (1951).
Родился 23.05.1896 в дер. Проневичи Бельского уезда Гродненской губернии.
В 1932 году окончил Ленинградский сельскохозяйственный институт.
С 1931 г. работал в ВИР: инспектор по сортоиспытанию Госсортсети, заведующий лабораторией (1935—1937), заведующий отделом масличных культур (1937—1939), зам. директора по научной части (1939—1940).
С 1940 г. зам. директора, с 1942 г. директор и заведующий лабораторией льна масличного и молочая ВНИИМК (Краснодар).
В 1941 г. защитил докторскую диссертацию «Лён масличный», в 1942 г. утверждён в докторской степени, в 1946 году присвоено учёное звание профессора.
В 1948 году выступил с докладом на Августовской сессии ВАСХНИЛ.
В 1952—1953 гг. заместитель министра и начальник Главного управления сельскохозяйственной пропаганды Министерства сельского хозяйства СССР.
С 1960 г. заведующий кафедрой тропического растениеводства Университета дружбы народов имени Патриса Лумумбы.
Автор 7 сортов масличного льна.
Лауреат Сталинской премии (1951) — за научный труд «Масличные культуры» (1949).
Заслуженный деятель науки РСФСР (1968).
Сочинения:
- Лен масличный в СССР [Текст] / Всес. н.-и. ин-т маслич. культур. Наркомпищепром СССР, Главрасжирмасло. — Краснодар : Краев. кн-во, 1940 (Ростов н/Д). — 188 с., 2 вкл. л. табл. : ил., табл.; 22 см.
- Масличные культуры [Текст] / И. А. Минкевич, В. Е. Борковский. — 3-е изд., перераб. и доп. — Москва : Сельхозгиз, 1955. — 416 с. : ил.; 26 см.
- La culture des plantes [Текст] : Éléments d’agriculture / Prof. I. Minkévitch, dr. en agriculture. — Moscou : Progrès, 1964. — 113 с.; 21 см.
- Olajnövények [Текст] / Minkevics — Borkovszki ; Ford. Lengyel Ferenc. — Budapest : Mezőgazdasági kiadó, 1951. — 303 с. : ил.; 24 см.
- Лен масличный [Текст] / И. А. Минкевич, проф. д-р с.-х. наук. — Москва : Сельхозгиз, 1957. — 179 с., 1 л. карт. : ил.; 21 см.
- Сафлор [Текст] : [Разведение тех. культуры в СССР] / Всес. н.-и. ин-т маслич. культур «ВНИИМК». — Краснодар : Краев. кн-во, 1939. — 64 с. : ил.; 21 см.
- Введение в агрономию [Текст] / Проф. И. А. Минкевич ; Ун-т дружбы народов им. Патриса Лумумбы. Кафедра общего земледелия. — Москва : [б. и.], 1962. — 160 с.; 20 см.
- Cultura plantelor oleaginoase [Текст] / prof. I. A. Minchevici şi docent V. E. Borcovschi. — Bucureşti : Ed. agro-silvică de stat, 1953. — 491 с. : ил.; 25 см.
- Основные достижения сельскохозяйственной науки в СССР [Текст] / Д. Д. Брежнев, И. А. Минкевич. — Москва : Сельхозгиз, 1958. — 197 с. : портр.; 21 см.
- Растениеводство [Текст] : [Учеб. пособие для с.-х. вузов] / И. А. Минкевич, проф. д-р с.-х. наук. — Москва : Высш. школа, 1965. — 534 с., 1 л. карт. : ил.; 22 см.
- Olejniny [Текст] / I. A. Minkevič. V. J. Borkowskij ; Z rus. přel. ing. V. Beran a ing. M. Štefl. — Praha : Státní zemědělské nakl., 1953. — 393 с. : ил.; 25 см.
- Соя — культура, богатая белком и жиром [Текст] / И. А. Минкевич, д-р с.-х. наук проф. ; О-во по распространению полит. и науч. знаний РСФСР. — Москва : [б. и.], 1958. — 43 с.; 20 см.
- Растениеводство [Текст] : (Умеренной, субтроп. и троп. зон) : [Учебник для с.-х. вузов] / И. А. Минкевич, проф., д-р с.-х. наук заслуж. деят. науки РСФСР. — 2-е изд., перераб. и доп. — Москва : Высш. школа, 1968. — 480 с., 1 л. карт. : ил.; 26 см.